# Luis Donaldo Colosio
Luis Donaldo Colosio Murrieta (født 10. februar 1950, død 23. marts 1994) var en mexicansk politiker og præsidentkandidat, som blev myrdet under sin valgkampagne i Tijuana.